# العلاقات اليمنية المارشالية
العلاقات اليمنية المارشالية هي العلاقات الثنائية التي تجمع بين اليمن وجزر مارشال.

## مقارنة بين البلدين
هذه مقارنة عامة ومرجعية للدولتين:
| وجه المقارنة                                              | اليمن                   | جزر مارشال                     |
| --------------------------------------------------------- | ----------------------- | ------------------------------ |
| المساحة (كم2)                                             | 555.00 ألف              | 181                            |
| عدد السكان (نسمة)                                         | 28.25 مليون             | 53.13 ألف                      |
| الكثافة السكانية (ن./كم²)                                 | 50.9                    | 29.35 ألف                      |
| العاصمة                                                   | صنعاء عدن (عاصمة مؤقتة) | ماجورو                         |
| اللغة الرسمية                                             | اللغة العربية           | لغة إنجليزية، اللغة المارشالية |
| العملة                                                    | ريال يمني               | دولار أمريكي                   |
| الناتج المحلي الإجمالي (بليون دولار)                      | 18.21 مليار             | 199.40 مليون                   |
| الناتج المحلي الإجمالي (تعادل القوة الشرائية) بليون دولار | 75.69 مليار             | 207.25 مليون                   |
| الناتج المحلي الإجمالي الاسمي للفرد دولار أمريكي          | 1.41 ألف                | 3.38 ألف                       |
| الناتج المحلي الإجمالي للفرد دولار أمريكي                 |                         | 3.80 ألف                       |
| مؤشر التنمية البشرية                                      | 0.498                   |                                |
| رمز المكالمات الدولي                                      | +967                    | +692                           |
| رمز الإنترنت                                              | .ye                     | .mh                            |
| المنطقة الزمنية                                           | ت ع م+03:00             | ت ع م+12:00                    |

## منظمات دولية مشتركة
يشترك البلدان في عضوية مجموعة من المنظمات الدولية، منها:
| علم المنظمة | اسم المنظمة                   | تاريخ انضمام اليمن | تاريخ انضمام جزر مارشال |
| ----------- | ----------------------------- | ------------------ | ----------------------- |
|             | مؤسسة التنمية الدولية         | 22 مايو 1970       | 19 يناير 1993           |
|             | الأمم المتحدة                 | 30 سبتمبر 1947     | 17 سبتمبر 1991          |
|             | منظمة الشرطة الجنائية الدولية | ?                  | ?                       |
|             | الاتحاد الدولي للاتصالات      | 1931               | 22 فبراير 1996          |
|             | البنك الدولي للإنشاء والتعمير | 3 أكتوبر 1969      | 21 مايو 1992            |
|             | منظمة حظر الأسلحة الكيميائية  | ?                  | ?                       |
|             | مؤسسة التمويل الدولية         | 22 مايو 1970       | 23 سبتمبر 1992          |
|             | يونسكو                        | 2 أبريل 1962       | 30 يونيو 1995           |